# Saint-Charles de Potyze
Saint-Charles de Potyze is een Franse militaire begraafplaats met gesneuvelden uit de Eerste Wereldoorlog, gelegen in de Belgische stad Ieper. Er worden zo'n 4.800 doden herdacht, waarvan ruim 1.300 niet geïdentificeerd konden worden. De begraafplaats heeft een oppervlakte ongeveer 29.900 m² en ligt zo'n drie kilometer ten noordoosten van het stadscentrum, langs de weg naar Zonnebeke (N332), iets voorbij het gehucht Potyze. De toegang van de begraafplaats wordt geflankeerd door twee witte stenen zuilen. Links voorbij de ingang staat een beeldengroep die een calvarie voorstelt. Achteraan bevindt zich een massagraf en staat een obelisk als herdenking aan een aantal infanterieregimenten. De graven zijn aangeduid met rechtopstaande kruisen, met uitzondering van een aantal islamitische en joodse graven die een stenen grafzerk hebben met een inscriptie overeenkomstig hun geloofsovertuiging.

## Geschiedenis
Tijdens de Eerste Wereldoorlog bevond de locatie zich dicht bij de frontlijn van de Ieperboog. In de buurt bevond zich een schooltje dat werd beheerd door het Sint-Jozefsinstituut in Ieper. De Fransen gebruikten het als medische hulppost, "Poste de secours de Saint-Charles de Potyze". Soldaten die overleden, werden begraven in een aangrenzende tuin. Tijdens de oorlog werden de school en de begraafplaats echter voor een groot stuk vernield. Aanvankelijk werden gesneuvelden in massagraven begraven, maar al gauw legde men individuele graven aan, zoals ook vastgelegd in een Franse wet van eind december 1915. Vanaf 1919 werd de begraafplaats hersteld en uitgebreid met graven uit de omliggende slagvelden. Vanaf 1920 konden Franse gesneuvelden ook gerepatrieerd worden. Veel onbekende doden kwamen in massagraven terecht; de grootste in België is het Ossuaire bij de Kemmelberg. Veel graven uit 1914 en 1915 raakten ook vernield bij de Derde Slag om Ieper. Wanneer men die graven terugvond en geen identificatie meer kon gebeuren kwamen ook deze resten in een massagraf. De begraafplaats Saint-Charles de Potyze telt nu zo'n 4.209 Franse graven, waarvan 762 niet geïdentificeerde. Ook het massagraf telt zo'n 616 onbekende graven. Nog steeds worden Franse gesneuvelden die tot een eeuw later worden teruggevonden in de vroegere slagvelden hier bijgezet.
De begraafplaats werd in 2008 beschermd als monument.